# Soulamea cycloptera
Soulamea cycloptera är en bittervedsväxtart som beskrevs av André Guillaumin. Soulamea cycloptera ingår i släktet Soulamea och familjen bittervedsväxter. Inga underarter finns listade i Catalogue of Life.